# Arbesbach
Arbesbach es una localidad del distrito de Zwettl, en el estado de Baja Austria, Austria, con una población estimada a principio del año 2018 de 1638 habitantes. 
Se encuentra ubicada al noroeste del estado, al norte del río Danubio y a poca distancia al este de la frontera con el estado de Alta Austria, al sur de Viena y del río Danubio.